# Головков, Алексей Леонардович

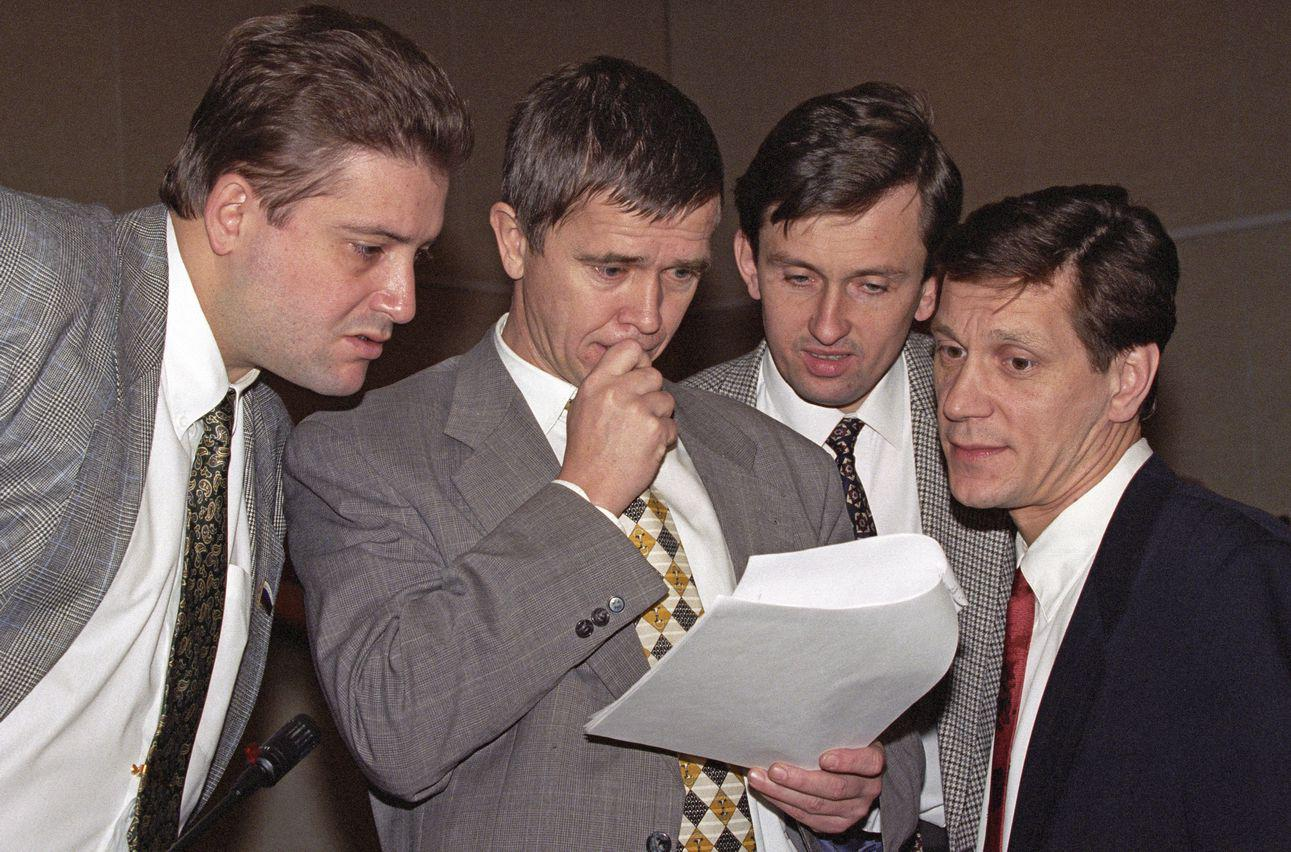
А. Л. Головков, Г. В. Боос, А. П. Починок и А. Д. Жуков в зале пленарных заседаний Государственной Думы, 1996 год

Алексе́й Леона́рдович Головко́в (31 мая 1956, Североморск, Мурманская область, СССР — 7 января 2009, Москва, Российская Федерация) — российский государственный и политический деятель.

## Ранние годы
Родился 31 мая 1956 года в Североморске (Мурманская область).
Окончил МИЭМ в 1979, кандидат экономических наук; 1979—1981 — инженер, старший инженер Научно-производственного объединения «Дельта» (Москва) в 1979—1981. Старший инженер, научный сотрудник ЦЭМИ АН в 1981—1986. Старший научный сотрудник Института экономики и прогнозирования научно-технического прогресса АН СССР в 1986—1990. Консультант рабочей группы Высшего консультативно-координационного совета Президиума ВС РСФСР в 1990—1991.

## Карьера в Правительстве и бизнесе
- 1991 — начальник отдела анализа и планирования политики — советник Государственного секретаря РСФСР Г. Э. Бурбулиса.
- ноябрь 1991 — январь 1993 — руководитель Аппарата Правительства Российской Федерации (РСФСР)[1][2] (аппарат был включён в состав администрации президента России[3][4]), подал в отставку после ухода из правительства Е. Т. Гайдара и П. О. Авена.
- 1993 — внештатный советник председателя правительства РФ.
- 1994—1999 — депутат Государственной думы.
- 1999—2002 — генеральный директор ОАО «Росгосстрах».
- 2002—2003 — генеральный директор Промышленно-страховой компании.
- 2003—2004 — исполнительный директор финансовой корпорации «НИКойл».
- март 2004 — заместитель руководителя аппарата Правительства РФ.
- май 2004 — руководитель секретариата заместителя Председателя Правительства РФ А. Д. Жукова.
- май 2004 — член правительственной комиссии по повышению результативности бюджетных расходов, с июня 2008 года ответственный секретарь правительственной комиссии по оценке результативности деятельности федеральных и региональных органов исполнительной власти. 17 сентября 2008 года освобожден от должности.

## Политическая карьера
C 1989 года активно участвовал в работе клуба избирателей при Академии наук. Клуб, в частности, поддерживал избирательную кампанию академика А. Сахарова. Головков являлся сотрудником секретариата Межрегиональной депутатской группы.
В 1993 и 1999 годах избирался депутатом Государственной Думы (от движения «Выбор России» и Союза правых сил соответственно). В марте 1994 года член инициативной группы по созданию партии, затем член Политсовета партии Демократический выбор России (ДВР), с лета 1994 — руководитель окружной организации Московского отделения партии ДВР. 24 марта 1995 года перешёл из фракции «Выбор России» во фракцию «Стабильность».
Активный участник создания и член оргкомитета движения «Наш дом — Россия» в 1995 году. В 1996 году принимал активное участие в президентской избирательной кампании А. И. Лебедя. В 1999 году принял участие в работе оргкомитета избирательного блока «Единство» и возглавлял избирательный штаб этого объединения. 27 февраля 2000 на учредительном съезде Общероссийского политического общественного движения (ОПОД) «Единство» был избран членом политсовета ОПОД «Единство». 27 мая 2000 года на учредительном съезде партии «Единство» был избран членом политсовета партии.
Умер 7 января 2009 года в Москве.

## Награды
- Орден Почёта (2006).
- Заслуженный экономист Российской Федерации

## Личная жизнь
Третьим браком был женат на политтехнологе Юлии Русовой, погибшей в автокатастрофе 14 ноября 2002 (автомобилем управлял Головков). От первого брака имел двух дочерей. От четвёртого брака — сына.